# Castlewood (Dakota del Sur)
Castlewood es una ciudad ubicada en el condado de Hamlin en el estado estadounidense de Dakota del Sur. En el Censo de 2010 tenía una población de 627 habitantes y una densidad poblacional de 210,51 personas por km².

## Geografía
Castlewood se encuentra ubicada en las coordenadas 44°43′27″N 97°1′51″O / 44.72417, -97.03083. Según la Oficina del Censo de los Estados Unidos, Castlewood tiene una superficie total de 2.98 km², de la cual 2.98 km² corresponden a tierra firme y (0%) 0 km² es agua.

## Demografía
Según el censo de 2010, había 627 personas residiendo en Castlewood. La densidad de población era de 210,51 hab./km². De los 627 habitantes, Castlewood estaba compuesto por el 96.49% blancos, el 0.48% eran afroamericanos, el 0.48% eran amerindios, el 0.16% eran asiáticos, el 0% eran isleños del Pacífico, el 1.44% eran de otras razas y el 0.96% pertenecían a dos o más razas. Del total de la población el 1.75% eran hispanos o latinos de cualquier raza.